# Artena angulata
Artena angulata är en fjärilsart som beskrevs av Walter Karl Johann Roepke 1938. Artena angulata ingår i släktet Artena och familjen nattflyn. Inga underarter finns listade i Catalogue of Life.